# 趙珤
趙珤（？—？），字德用，號古愚，福建泉州府晉江縣人，明朝理學家、政治人物。成化乙酉解元，聯捷丙戌進士。官至廣東僉事。

## 生平
宋朝莊懿王趙德昭之後。成化元年（1465年）己酉科福建鄉試第一名舉人（解元），二年（1466年）聯捷丙戌科進士。授刑部主事，官至廣東僉事，卒於官。

## 著作
所著有《四書管見》、《禮經解疑》、《綱目便覽》、《宋史集要》諸編，皆散佚。

## 遺迹
晋江城内曾有解元坊，已不存。